# Лас-Франкезас-дал-Бальєс
Лас-Франке́зас-дал-Бальє́с (кат. Les Franqueses del Vallès) - муніципалітет, розташований в Автономній області Каталонія, в Іспанії. Код муніципалітету за номенклатурою Інституту статистики Каталонії - 80863. Знаходиться у районі (кумарці) Бальєс-Уріантал (коди району - 41 та VR) провінції Барселона, згідно з новою адміністративною реформою перебуватиме у складі Баґарії (округи) Барселона. 

## Населення
Населення міста (у 2007 р.) становить 16.325 осіб (з них менше 14 років - 16,1%, від 15 до 64 - 72,5%, понад 65 років - 11,4%). У 2006 р. народжуваність склала 250 осіб, смертність - 100 осіб, зареєстровано 101 шлюб. У 2001 р. активне населення становило 7.059 осіб, з них безробітних - 694 особи.

Серед осіб, які проживали на території міста у 2001 р., 8.435 народилися в Каталонії (з них 6.444 особи у тому самому районі, або кумарці), 3.862 особи приїхали з інших областей Іспанії, а 710 осіб приїхало з-за кордону. 

Університетську освіту має 7,6% усього населення. 

У 2001 р. нараховувалося 4.420 домогосподарств (з них 15,1% складалися з однієї особи, 26,9% з двох осіб,24,2% з 3 осіб, 24% з 4 осіб, 6,7% з 5 осіб, 2% з 6 осіб, 0,5% з 7 осіб, 0,2% з 8 осіб і 0,2% з 9 і більше осіб).

Активне населення міста у 2001 р. працювало у таких сферах діяльності : у сільському господарстві - 2%, у промисловості - 38,9%, на будівництві - 11,2% і у сфері обслуговування - 47,9%. 

 У муніципалітеті або у власному районі (кумарці) працює 5.715 осіб, поза районом - 4.368 осіб.

### Доходи населення
У 2002 р. доходи населення розподілялися таким чином :
| \| Доходи населення за статтями доходів \| Доходи населення за статтями доходів \| Доходи населення за статтями доходів \| \| Рік \| 2002 р. \| 2001 р. \| \| ------------------------------------ \| ------------------------------------ \| ------------------------------------ \| \| Заробітна платня \| 60,8% \| 62,8% \| \| Доходи від ведення бізнесу \| 26,1% \| 24,5% \| \| Соціальна допомога \| 13,1% \| 12,7% \| |         |         |
| Доходи населення за статтями доходів |         |         |
| Рік | 2002 р. | 2001 р. |
| Заробітна платня | 60,8%   | 62,8%   |
| Доходи від ведення бізнесу | 26,1%   | 24,5%   |
| Соціальна допомога | 13,1%   | 12,7%   |

### Безробіття
У 2007 р. нараховувалося 618 безробітних (у 2006 р. - 615 безробітних), з них чоловіки становили 36,4%, а жінки - 63,6%.

## Економіка
У 1996 р. валовий внутрішній продукт розподілявся по сферах діяльності таким чином :
| \| Валовий внутрішній продукт \| Валовий внутрішній продукт \| Валовий внутрішній продукт \| \| Рік \| 1996 р. \| 1991 р. \| \| -------------------------- \| -------------------------- \| -------------------------- \| \| Сільське господарство \| 2,4% \| 3% \| \| Промисловість \| 64,7% \| 63,9% \| \| Будівництво \| 6,4% \| 7,8% \| \| Послуги \| 26,6% \| 25,2% \| |         |         |
| Валовий внутрішній продукт |         |         |
| Рік | 1996 р. | 1991 р. |
| Сільське господарство | 2,4%    | 3%      |
| Промисловість | 64,7%   | 63,9%   |
| Будівництво | 6,4%    | 7,8%    |
| Послуги | 26,6%   | 25,2%   |

### Підприємства міста

#### Промислові підприємства
| \| Промислові підприємства міста, за сферою діяльності \| Промислові підприємства міста, за сферою діяльності \| Промислові підприємства міста, за сферою діяльності \| \| Рік \| 2002 р. \| 2001 р. \| \| --------------------------------------------------- \| --------------------------------------------------- \| --------------------------------------------------- \| \| Енергетичні та водні ресурси \| 0,6% \| 0,6% \| \| Хімія та метали \| 14,3% \| 15% \| \| Переробка металів \| 41,3% \| 40,8% \| \| Продукти харчування \| 4,7% \| 5,1% \| \| Текстиль \| 5,6% \| 5,1% \| \| Виробництво меблів, видання \| 22,7% \| 23,2% \| \| Інше \| 10,9% \| 10,2% \| \| Усього підприємств \| 322 \| 314 \| |         |         |
| Промислові підприємства міста, за сферою діяльності |         |         |
| Рік | 2002 р. | 2001 р. |
| Енергетичні та водні ресурси | 0,6%    | 0,6%    |
| Хімія та метали | 14,3%   | 15%     |
| Переробка металів | 41,3%   | 40,8%   |
| Продукти харчування | 4,7%    | 5,1%    |
| Текстиль | 5,6%    | 5,1%    |
| Виробництво меблів, видання | 22,7%   | 23,2%   |
| Інше | 10,9%   | 10,2%   |
| Усього підприємств | 322     | 314     |

#### Роздрібна торгівля
| \| Підприємства роздрібної торгівлі міста, за сферою діяльності \| Підприємства роздрібної торгівлі міста, за сферою діяльності \| Підприємства роздрібної торгівлі міста, за сферою діяльності \| \| Рік \| 2002 р. \| 2001 р. \| \| ------------------------------------------------------------ \| ------------------------------------------------------------ \| ------------------------------------------------------------ \| \| Продукти харчування \| 34,3% \| 36,6% \| \| Одяг та взуття \| 9,9% \| 10,3% \| \| Товари для дому \| 12,7% \| 12% \| \| Книги та періодичні видання \| 1,7% \| 2,3% \| \| Промислова хімічна продукція \| 9,9% \| 8,6% \| \| Продукція, пов'язана з транспортними засобами \| 9,4% \| 8% \| \| Інше \| 22,1% \| 22,3% \| \| Усього підприємств \| 181 \| 175 \| |         |         |
| Підприємства роздрібної торгівлі міста, за сферою діяльності |         |         |
| Рік | 2002 р. | 2001 р. |
| Продукти харчування | 34,3%   | 36,6%   |
| Одяг та взуття | 9,9%    | 10,3%   |
| Товари для дому | 12,7%   | 12%     |
| Книги та періодичні видання | 1,7%    | 2,3%    |
| Промислова хімічна продукція | 9,9%    | 8,6%    |
| Продукція, пов'язана з транспортними засобами | 9,4%    | 8%      |
| Інше | 22,1%   | 22,3%   |
| Усього підприємств | 181     | 175     |

#### Сфера послуг
| \| Підприємства міста, що працюють у сфері послуг, за діяльністю \| Підприємства міста, що працюють у сфері послуг, за діяльністю \| Підприємства міста, що працюють у сфері послуг, за діяльністю \| \| Рік \| 2002 р. \| 2001 р. \| \| ------------------------------------------------------------- \| ------------------------------------------------------------- \| ------------------------------------------------------------- \| \| Гуртова торгівля \| 21,3% \| 22% \| \| Готелі та готельний бізнес \| 12,9% \| 11,9% \| \| Транспорт та зв'язок \| 21,8% \| 20,8% \| \| Посередницькі фінансові послуги \| 3% \| 2,9% \| \| Послуги підприємствам \| 6,5% \| 6,2% \| \| Послуги фізичним особам \| 24,2% \| 23,5% \| \| Нерухомість та ін. \| 10,4% \| 12,7% \| \| Усього підприємств \| 541 \| 519 \| |         |         |
| Підприємства міста, що працюють у сфері послуг, за діяльністю |         |         |
| Рік | 2002 р. | 2001 р. |
| Гуртова торгівля | 21,3%   | 22%     |
| Готелі та готельний бізнес | 12,9%   | 11,9%   |
| Транспорт та зв'язок | 21,8%   | 20,8%   |
| Посередницькі фінансові послуги | 3%      | 2,9%    |
| Послуги підприємствам | 6,5%    | 6,2%    |
| Послуги фізичним особам | 24,2%   | 23,5%   |
| Нерухомість та ін. | 10,4%   | 12,7%   |
| Усього підприємств | 541     | 519     |

## Житловий фонд
У 2001 р. 6,7% усіх родин (домогосподарств) мали житло метражем до 59 м2, 49,5% - від 60 до 89 м2, 28,1% - від 90 до 119 м2 і
15,7% - понад 120 м2.

З усіх будівель у 2001 р. 24,1% було одноповерховими, 47,4% - двоповерховими, 22
% - триповерховими, 2,5% - чотириповерховими, 2,2% - п'ятиповерховими, 1,4% - шестиповерховими,
0,3% - семиповерховими, 0% - з вісьмома та більше поверхами.

## Автопарк
| \| Автомобілі, зареєстровані у місті, за призначенням \| Автомобілі, зареєстровані у місті, за призначенням \| Автомобілі, зареєстровані у місті, за призначенням \| \| Рік \| 2006 р. \| 2005 р. \| \| -------------------------------------------------- \| -------------------------------------------------- \| -------------------------------------------------- \| \| Приватні автомобілі \| 70,6% \| 71,1% \| \| Мотоцикли \| 7,4% \| 6,4% \| \| Вантажівки \| 18,3% \| 18,7% \| \| Трактори \| 0,6% \| 0,7% \| \| Автобуси та ін. \| 3,1% \| 3,1% \| \| Усього автомобілів \| 11.645 шт. \| 11.058 шт. \| |            |            |
| Автомобілі, зареєстровані у місті, за призначенням |            |            |
| Рік | 2006 р.    | 2005 р.    |
| Приватні автомобілі | 70,6%      | 71,1%      |
| Мотоцикли | 7,4%       | 6,4%       |
| Вантажівки | 18,3%      | 18,7%      |
| Трактори | 0,6%       | 0,7%       |
| Автобуси та ін. | 3,1%       | 3,1%       |
| Усього автомобілів | 11.645 шт. | 11.058 шт. |

## Вживання каталанської мови
У 2001 р. каталанську мову у місті розуміли 93,2% усього населення (у 1996 р. - 93,5%), вміли говорити нею 71,8% (у 1996 р. - 
73,3%), вміли читати 71% (у 1996 р. - 67,9%), вміли писати 51
% (у 1996 р. - 46,5%). Не розуміли каталанської мови 6,8%.

## Політичні уподобання
У виборах до Парламенту Каталонії у 2006 р. взяло участь 6.205 осіб (у 2003 р. - 6.465 осіб). Голоси за політичні сили розподілилися таким чином:
| \| Вибори до Парламенту Каталонії \| Вибори до Парламенту Каталонії \| Вибори до Парламенту Каталонії \| \| Рік \| 2006 р. \| 2003 р. \| \| -------------------------------------- \| ------------------------------ \| ------------------------------ \| \| Конвергенція та Єднання (CiU) \| 36,3% \| 37,8% \| \| Соціалістична партія Каталонії (PSC) \| 27,1% \| 31,7% \| \| Народна партія (PP) \| 9,1% \| 8,8% \| \| Ініціатива за зелену Каталонію (IC) \| 8,5% \| 5,3% \| \| Республіканська лівиця Каталонії (ERC) \| 13,3% \| 15% \| \| Громадянська партія (C's) \| 3,1% \| 0% \| \| Інші \| 2,5% \| 1,4% \| |         |         |
| Вибори до Парламенту Каталонії |         |         |
| Рік | 2006 р. | 2003 р. |
| Конвергенція та Єднання (CiU) | 36,3%   | 37,8%   |
| Соціалістична партія Каталонії (PSC) | 27,1%   | 31,7%   |
| Народна партія (PP) | 9,1%    | 8,8%    |
| Ініціатива за зелену Каталонію (IC) | 8,5%    | 5,3%    |
| Республіканська лівиця Каталонії (ERC) | 13,3%   | 15%     |
| Громадянська партія (C's) | 3,1%    | 0%      |
| Інші | 2,5%    | 1,4%    |

У муніципальних виборах у 2007 р. взяло участь 6.014 осіб (у 2003 р. - 6.257 осіб). Голоси за політичні сили розподілилися таким чином:
| \| Муніципальні вибори \| Муніципальні вибори \| Муніципальні вибори \| \| Рік \| 2007 р. \| 2003 р. \| \| -------------------------------------- \| ------------------- \| ------------------- \| \| Конвергенція та Єднання (CiU) \| 41,1% \| 45,9% \| \| Соціалістична партія Каталонії (PSC) \| 29,1% \| 19,6% \| \| Народна партія (PP) \| 5,4% \| 4,5% \| \| Ініціатива за зелену Каталонію (IC) \| 4,7% \| 3,8% \| \| Республіканська лівиця Каталонії (ERC) \| 10% \| 14,9% \| \| Громадянська партія (C's) \| 0% \| 0% \| \| Інші \| 9,7% \| 11,3% \| |         |         |
| Муніципальні вибори |         |         |
| Рік | 2007 р. | 2003 р. |
| Конвергенція та Єднання (CiU) | 41,1%   | 45,9%   |
| Соціалістична партія Каталонії (PSC) | 29,1%   | 19,6%   |
| Народна партія (PP) | 5,4%    | 4,5%    |
| Ініціатива за зелену Каталонію (IC) | 4,7%    | 3,8%    |
| Республіканська лівиця Каталонії (ERC) | 10%     | 14,9%   |
| Громадянська партія (C's) | 0%      | 0%      |
| Інші | 9,7%    | 11,3%   |